# جون فيليبس (سياسي كندي)
جون فيليبس هو سياسي كندي، ولد في 16 يونيو 1810. حزبياً، نشط في الجمعية الليبرالية لنيو برونزويك ‏. وقد انتخب عضو الجمعية التشريعية لنيو برونزويك ‏ (1870 – 1878).